# Tippi Hedren
Tippi Hedren, född Nathalie Kay Hedren den 19 januari 1930  i New Ulm, Minnesota, är en amerikansk skådespelerska och fotomodell. 

## Biografi
Tippi Hedren lanserades av Alfred Hitchcock i ett par av hans filmer i början på 1960-talet, men har sedan dess inte haft några större framgångar på filmduken. Hedren hade ett sjuårskontrakt med Hitchcock men medverkade i endast två av hans filmer, Fåglarna och Marnie från 1963 respektive 1964, då hon tyckte han blev alltför krävande och kontrollerande. Enligt Hedren lovade Hitchcock då att förstöra hennes karriär, vilket han också gjorde genom att hindra henne från att ta andra roller under kontraktstiden.
Privat har Hedren ägnat sig mycket åt välgörenhet och bland annat rest världen över för att hjälpa till med nödhjälpsarbete för svältoffer och för fattiga som drabbats av olika naturkatastrofer. Hon är också engagerad i djurrättsfrågor och är vegetarian.
Tippi Hedrens farmor och farfar var från Sverige. Farfadern Mathias Hedrén var själv 13 år när hans familj emigrerade, och han upptog namnet Hedrén väl i USA. Familjen kom från Dalsland där medlemmar av släkten Hedrén från Högsäter har varit präster, men ingen koppling till denna släkt kan påvisas.
Hon är mor till skådespelaren Melanie Griffith.

## Filmografi i urval
- 1963 – Fåglarna
- 1964 – Marnie
- 1966 – Grevinnan från Hongkong
- 1990 – Pacific Heights - den objudne gästen
- 1994 – Fåglarna 2
- 1996 – Citizen Ruth
- 2004 – I Heart Huckabees